# BT Tower
La BT Tower (anciennement Post Office Tower ou London Telecom Tower) est le onzième plus haut gratte-ciel londonien. Elle se trouve dans le quartier de Fitzrovia, arrondissement de Camden. C'est une tour de télécommunications qui appartient à la société British Telecom.

## Histoire
La construction de la BT Tower commença en 1961 ; elle fut inaugurée par le premier ministre Harold Wilson le 8 octobre 1965, et fut ouverte au public le 16 mai 1966 par Tony Benn et Billy Butlin.
Jusqu'en 1981, elle fut la tour la plus élevée du Royaume-Uni. L'accès du public à la BT Tower fut interdit cette même année pour des raisons de sécurité, après l'explosion d'une bombe placée dans les toilettes pour hommes par le groupe Angry Brigade le 31 octobre 1971,.
Elle est classée Grade II listed building depuis 2003.